# Patricia de Arzú
Patricia Escobar de Arzú (San Salvador, 3 de octubre de 1953) es una empresaria y política guatemalteca, fue la primera dama de Guatemala durante el período de 14 de enero de 1996 al 14 de enero de 2000, esposa del fallecido expresidente de Guatemala y alcalde de la Ciudad de Guatemala Álvaro Arzú Irigoyen, fungió como primera dama de la Ciudad de Guatemala desde el año 2004 hasta 2018 y fue también en el año de 1991 a 1996, con más de veinticinco años estando en el poder edil como esposa del alcalde metropolitano. Fue candidata presidencial en las elecciones de 2011 por el Partido Unionista.

## Biografía
Patricia Escobar de Arzú, nació el 3 de octubre de 1953 en la ciudad de San Salvador, contrajo matrimonio con el expresidente de Guatemala Álvaro Arzú Irigoyen, con quién procreó cuatro hijos: María Andrée, Roberto Manuel, Álvaro e Isabel, y es abuela de once nietos. Se graduó de secretariado en San Salvador, estudió Administración de Empresas en la Escuela de Broward Community en Florida, Estados Unidos y Filosofía en la Universidad Rafael Landívar en Guatemala. Su interés por el beneficio de los más vulnerables de la sociedad guatemalteca la ha convertido en uno de los íconos más conocidos de mujer emprendedora en Guatemala. En 1987 fue fundadora y coordinadora general de la Secretaría de Asuntos Sociales de la Municipalidad de Guatemala, lo que le permitió crear tres Jardines infantiles que continúan ofreciendo sus servicios después de 20 años.

## Trayectoria política

### Primera dama de la Ciudad
En la actualidad Patricia de Arzú coordina la Secretaría de Asuntos Sociales de la Municipalidad de Guatemala, donde dirige los programas de guarderías infantiles, bibliotecas municipales, Escuelas Municipales de Atención a la Niñez y Adolescencia en Riesgo Social, Grupo de Voluntariado y Desarrollo Humano. En agosto de 2009 Patricia de Arzú junto a su esposo el alcalde metropolitano Álvaro Arzú Irigoyen inauguró el Programa Con tus hijos Cumple, con el objetivo atender a la niñez de 0 a 6 años de edad, que no tienen la oportunidad de asistir a espacios educativos infantiles, por vivir en zonas marginales, es por ello que se orienta a las madres para que en las condiciones de su hogar, estimulen el desarrollo integral de sus hijos. En la actualidad se cuenta con ocho establecimientos entre Jardines Infantiles y Centros de Niños, donde se atiende aproximadamente a 1500 niños.

### Primera dama de Guatemala
El 14 de enero de 1996, asume la presidencia de la República el empresario Álvaro Arzú Irigoyen, Patricia de Arzú está al frente de la Secretaría de Obras Sociales de la Esposa del Presidente de la República de Guatemala  (SOSEP), cuya misión es promover y apoyar acciones en educación y salud que incidan de manera positiva en una generación de guatemaltecos y guatemaltecas sanos y con oportunidades de desarrollo. En este esfuerzo se le ha otorgado un espacio importante a la participación de la mujer.
En 1991 su esposo Álvaro Arzú Irigoyen asumió el Ministerio de Relaciones Exteriores, logró que se remodelara la maternidad del Hospital San Juan de Dios y durante los años de 1996 a 2000, siendo el presidente de la República, amplió y coordinó los programas sociales y comunitarios y fundó otros programas como el de la Ancianidad, el de Prevención y Erradicación de la Violencia Intrafamiliar, el de Promoción de Valores, el de Promoción de la Mujer Rural. Ha sido una mujer incansable en su esfuerzo por construir una mejor sociedad lo que la impulsó a coordinar un grupo de voluntariado social, donde junto a otras guatemaltecas comprometidas, organizan actividades con fines de proyección social. También fundó y es actualmente Presidenta del Museo de los Niños de Guatemala.

### Elecciones Presidenciales
El secretario general del Partido Unionista el empresario, expresidente y actual alcalde metropolitano de la Ciudad de Guatemala Álvaro Arzú Irigoyen, coloca como candidato a la presidencia de la República de Guatemala en las elecciones generales de Guatemala de 2011 a su esposa Patricia de Arzú. Inicia con una fuerte campaña política y es la favorita para ganar la mayoría de votos en la Ciudad de Guatemala, el 11 de septiembre al finalizar de contabilizar los más de cinco millones de votos emitidos, Patricia de Arzú quedó en el octavo lugar de diez candidatos con un total de 97.277 votos que representan un 2,19% del total de votos.
Patricia sin oportunidad de un balotaje o segunda vuelta pues no quedó en ninguno de los dos primeros lugares, pierde las elecciones presidenciales, pero su esposo Álvaro Arzú ganó las elecciones a la alcaldía capitalina, y dijo que se dedicaría al trabajo municipal.